# Flores de fuego
Hana Bi (花-火; fuegos artificiales; literalmente: flor-fuego) es una película japonesa de 1997 protagonizada, escrita, dirigida y editada por Takeshi Kitano. La cinta, una fusión de drama, crimen y romance, alcanzó un inesperado éxito de público y crítica tanto en Japón como en Occidente estableciendo a Kitano como uno de los cineastas japoneses más importantes de su tiempo.
Obtuvo 24 nominaciones en ceremonias como los Premios César y los de la Academia Japonesa de Cine. También se alzó con 23 galardones entre los que destacan el León de Oro en el Festival de Venecia y los de mejor película en los premios Blue Ribbon, Cahiers du Cinéma, Academia Europea de Cine, Hochi o Kinema Jumpō. La banda sonora, compuesta por Joe Hisaishi en la que fuera su cuarta colaboración con Kitano, se alzó con el premio en su categoría en los premios de la Academia Japonesa de Cine.

## Sinopsis
Yoshitaka Nishi es un violento ex detective de la policía quien tuvo que retirarse del cuerpo después de un arresto fallido. En esa operación un detective, Tanaka, fue asesinado por el sospechoso, mientras que otros dos, Nakamura y Horibe, resultaron gravemente heridos. Al ser despedido Nishi pasa la mayor parte de su tiempo cuidando a Miyuki, su esposa enferma, quien padece leucemia terminal. Para pagar el cuidado de su esposa Nishi pide dinero prestado a la yakuza pero tiene dificultades para devolverlo.
El detective Horibe, que después de la misión ha quedado paralizado, experimenta una profunda depresión después de que su esposa y su hija lo abandonen. En una conversación con Nishi, Horibe insinúa que consideró suicidarse, al tiempo que agrega que le gustaría pintar pero que por su situación no puede permitirse la compra de los materiales necesarios. Tras un intento de suicidio fallido Horibe recibe por correo unos materiales artísticos remitidos, sin su conocimiento, por Nishi. Poco a poco se dedica a la pintura creando obras de arte surrealistas y, más tarde, en un estilo puntillista.
Nishi decide adquirir un taxi de segunda mano repintándolo con los colores de los coches de la policía. Armado con un revólver atraca un banco vestido con el uniforme policial. El botín lo emplea en pagar sus deudas con la yakuza y en darle un dinero a la viuda del asesinado detective Tanaka. Posteriormente se va con su esposa para un viaje por carretera. Nakamura se entera por la viuda de Tanaka sobre el regalo de Nishi y le aconseja que se quede con el dinero. También se entera de que Horibe recibió los materiales de pintura y, atando cabos, descubre que Nishi fue quién cometió el robo en el banco. Nakamura y su compañero de patrulla intentan alcanzar a Nishi, siguiendo su itinerario, mientras este y su esposa prosiguen su viaje.
A pesar de que Nishi ha pagado su deuda los miembros de la yakuza deducen que Nishi es el responsable del robo del banco e intentan extorsionarlo. Logran localizarlo y se enfrentan a Nishi pero él ex detective, en un violento tiroteo, los mata a todos. Al día siguiente Nishi y su esposa están en la playa cuando son localizados por la patrulla de Nakamura y su compañero. Preparando el arresto Nishi le pide a Nakamura un momento a solas con su mujer a lo que accede. Nishi se tuma junto a Miyuki en la playa. La pareja se consuela mutuamente antes de que la cámara se desplace hacia el océano momento en el que, en la distancia, se escuchan dos disparos.

## Reparto
- Takeshi Kitano - Yoshitaka Nishi
- Kayoko Kishimoto - Miyuki, la mujer de Nishi
- Ren Osugi - Horibe
- Susumu Terajima - Nakamura
- Tetsu Watanabe - Tesuka
- Hakuryu - Miembro de la Yakuza
- Yasuei Yakushiji - Criminal
- Taro Itsumi - Kudo
- Kenichi Yajima - Doctor
- Makoto Ashikawa - Tanaka
- Yūko Daike - Viuda de Tanaka

## Banda sonora
La banda sonora, íntegramente compuesta por Joe Hisaishi, se publicó en formato de disco compacto en 1998 y en 1999 por el sello Milan Records. Desde entonces se ha vuelto a editar bajo el sello Polydor.

### Listado de canciones
1. «Hana-bi» – 3:42
2. «Angel» – 2:41
3. «Sea of Blue» – 3:29
4. «...and Alone» – 2:29
5. «Ever Love» – 2:15
6. «Painters» – 5:57
7. «Smile and Smile» – 2:55
8. «Heaven's Gate» – 4:59
9. «Tenderness» – 2:31
10. «Thank You... for Everything» – 7:09
11. «Hana-bi (Reprise)» – 3:41

## Recepción
Hana-bi obtiene valoraciones positivas en los portales de información cinematográfica. Los usuarios de IMDb con 30.176 valoraciones le otorgan un 7,7 sobre 10. En FilmAffinity con 11.649 votos obtiene una puntuación de 7,3 sobre 10. En Rotten Tomatoes obtiene una calificación de "fresco" para el 96% de las 24 críticas profesionales y para el 92% de las más de 10.000 valoraciones de los usuarios del agregador.
El crítico Carlos Boyero en el diario El Mundo afirmó que es "Muy buena (...) perturbadora, violenta y lírica". Ramón F. Reboiras en la revista Cinemanía la consideró "soberbia". Luis Martínez en el diario El País la consideró un acierto afirmando "Kitano regala una nueva forma de mirar, lírica y brutalmente sincera, que envuelve en el vacío y el desasosiego". La redacción de la revista Fotogramas le concede 4 de 5 estrellas. Carlos Pavez en el diario de crítica cultural chileno Cine y Literatura afirma "se muestran algo así como los dos extremos de la vida. Una dicotomía muy bien explorada por Kitano, ya que interpola los elementos de la ciudad, del campo, del arte, de la violencia, de la tranquilidad o del caos para construir una obra de arte única, sólida y lírica".
David Rooney para Variety consideró en 1997 a Kitano como "uno de los exponentes más idiosincráticos del nuevo cine japonés(...) Poesía pura". Roger Ebert le otorgó 3 de 4 estrellas destacando "tan carente de argumento, de clichés, de algo convencional e incluso de sentido que resulta pura forma e impulso. No sobra ni una sola escena, ni una simple palabra(...) Toda una experiencia visual". Janet Maslin en The New York Times indica que la película es "concienzudamente bella y editada con un gran sentido de la imaginación, "Hana-Bi" demuestra el fiero y gentil talento de Kitano".